# ترنر دوگلس (ویرجینیای غربی)
ترنر دوگلس، ویرجینیای غربی (به انگلیسی: Turner Douglass, West Virginia) یک منطقهٔ مسکونی در ایالات متحده آمریکا است که در ویرجینیای غربی واقع شده‌است.

## خصوصیات
ترنر دوگلس ۷۳۹٫۱۵ متر بالاتر از سطح دریا واقع شده‌است.